# Freundinnen aus dem Haus der Traurigkeit
Freundinnen aus dem Haus der Traurigkeit (tschechisch: Přítelkyně z domu smutku) ist ein dokumentarischer Roman der tschechischen Autorin und ehemaligen Dissidentin Eva Kantůrková.

## Inhalt
In dem Buch geht es um Kantůrkovás Gefängnisaufenthalt als Untersuchungshäftling in Prag-Ruzyně in den Jahren 1981–1982. Sie schildert die elenden sanitären Verhältnisse im Gefängnis, die täglichen Demütigungen durch das Gefängnispersonal, die zähen Anstrengungen der Insassinnen, die eigene Menschenwürde so weit möglich zu wahren. Diese Frauen vom Rand der Gesellschaft sind keine Dissidentinnen, es sind kleine Kriminelle oder Leute, die aus unterschiedlichen Gründen nicht in das Konzept einer sozialistischen Gesellschaft passen und allein durch ihre Existenz dagegen verstoße: Romnija, Lesben, Streunerinnen. Die Romanhandlung umfasst genau ein Jahr, sie beginnt und endet am 8. Mai, dem internationalen Frauentag. Den Häftlingen wird in diesem Kontext der Status als Frau aberkannt. Der Frauentag zähle für sie nicht, da sie Kriminelle und keine Frauen seien. Die Frauen lassen sich jedoch nicht unterkriegen und setzen der Unterdrückung tanzend ihren Lebensmut entgegen.
Die Autorin zeichnet 10 einfühlsame Porträts dieser Frauen, ohne, wie sie selbst sagt, mögliche Verfehlungen zu entschuldigen oder sich mit ihnen zu solidarisieren. Der Titel des Romans spielt auf Charles Dickens’ Roman Bleak House an, der Missstände der britischen Justizsystems behandelt.

## Publikationsgeschichte
1984 erschien die Schrift in einem Exilverlag in Köln. Nach der Samtenen Revolution beteiligte sich Kantůrková im Bürgerforum und erlangt einen Sitz im Nationalrat. Ihr Buch konnte 1990 auch in Prag erscheinen. 
Nach dem Buch wurde im Jahr 1992 die gleichnamige vierteilige Serie des Tschechoslowakischen Fernsehens gedreht, worin die Hauptrolle von Ivana Chýlková gespielt wurde. Die Serie wurde in einem Prager Gefängnis gedreht.

## Ausgaben
- Freundinnen aus dem Haus der Traurigkeit. Roman. Übers. von Silke Klein. München, Deutsche Verlags-Anstalt, 2003  ISBN 3-42105249-2 (Tschechische Bibliothek)